# Хюга (линейный корабль)
Хюга (яп. 日向) — японский линкор, второй линкор типа «Исэ». Киль корабля был заложен на верфи фирмы Мицубиси 15 мая 1915 года. Линкор спущен на воду 27 января 1917 года, введен в эксплуатацию 30 апреля 1918 года. Назван в честь исторической провинции Хюга в регионе Кюсю на юге острова Кюсю, который находится в префектуре Миядзаки. Линкор «Хюга» изначально проектировался как четвёртый корабль класса «Фусо», но проект был сильно переработан, чтобы исправить недостатки. «Хюга» прошел две крупных модернизации с 1926 по 1928 и с 1934 по 1936 год, в процессе которых был полностью обновлен и реконструирован.

## История службы

### Вторая мировая война

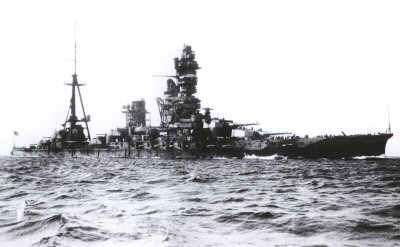
Линейный корабль «Хюга» в 1920 г.

С началом войны на Тихом океане «Хюга» был частью линейных сил Объединённого флота на рейде в Hashirajima. 7 декабря он прибыл на острова Бонин, (известные в Японии как острова Огасавара). «Хюга» вместе с однотипным кораблем Исэ, линкорами Нагато и Муцу вошли в 1-ю боевую группу как часть резервного линейного флота для операции Z (нападение на Перл-Харбор).
Силы Объединённого флота вернулись на рейд в Hashirajima 12 декабря 1941 и оставались там до набега американцев на японскую базу на острове Маркус 4 марта. База располагалась в 1200 миль от берега Японии, японцы пытались обнаружить Холси и его 16-ю оперативную группу (авианосцы «Хорнет» и «Энтерпрайз»). Соединение Холси двигалось на высокой скорости и было уже далеко, японцы были неспособны вступить с ним в контакт. В Апреле Холси возвратился, на сей раз двигаясь в пределах 650 миль от японских островов. С «Хорнета» был осуществлен знаменитый рейд Дулиттла. Ещё раз Хюга в составе Объединённого Флота начал преследование, но Холси и его группе удалось уйти.
В мае 1942 года во время проведения артиллерийской подготовки вместе с Нагато, Муцу и Ямато, левое орудие линкора в башне № 5 взорвалось. Существовала угроза взрыва пороховых погребов и потери корабля. Пятьдесят один член экипажа погиб в результате взрыва. Два кормовых отсека были затоплены, что позволило спасти корабль. Линкор вернулся в Куре для ремонта. Башня № 5 не была заменена. Вместо неё был сварен круглый стальной лист по барбету. На место башни были установлены четыре строенных 25-миллиметровых зенитных автоматов Тип 96.
29 мая 1942 г «Хюга» присоединился к остальной части флота для высадки на Алеутских островах. Соединение из 2-х лёгких авианосцев, 6 крейсеров, 12 эсминцев, 6 подводных лодок, 4 транспортов и флот нефтяных танкеров наносили отвлекающий удар по Алеутским островам. Основной удар имперский флот наносил по атоллу Мидуэй.

### Перестройка в линкоры-авианосцы

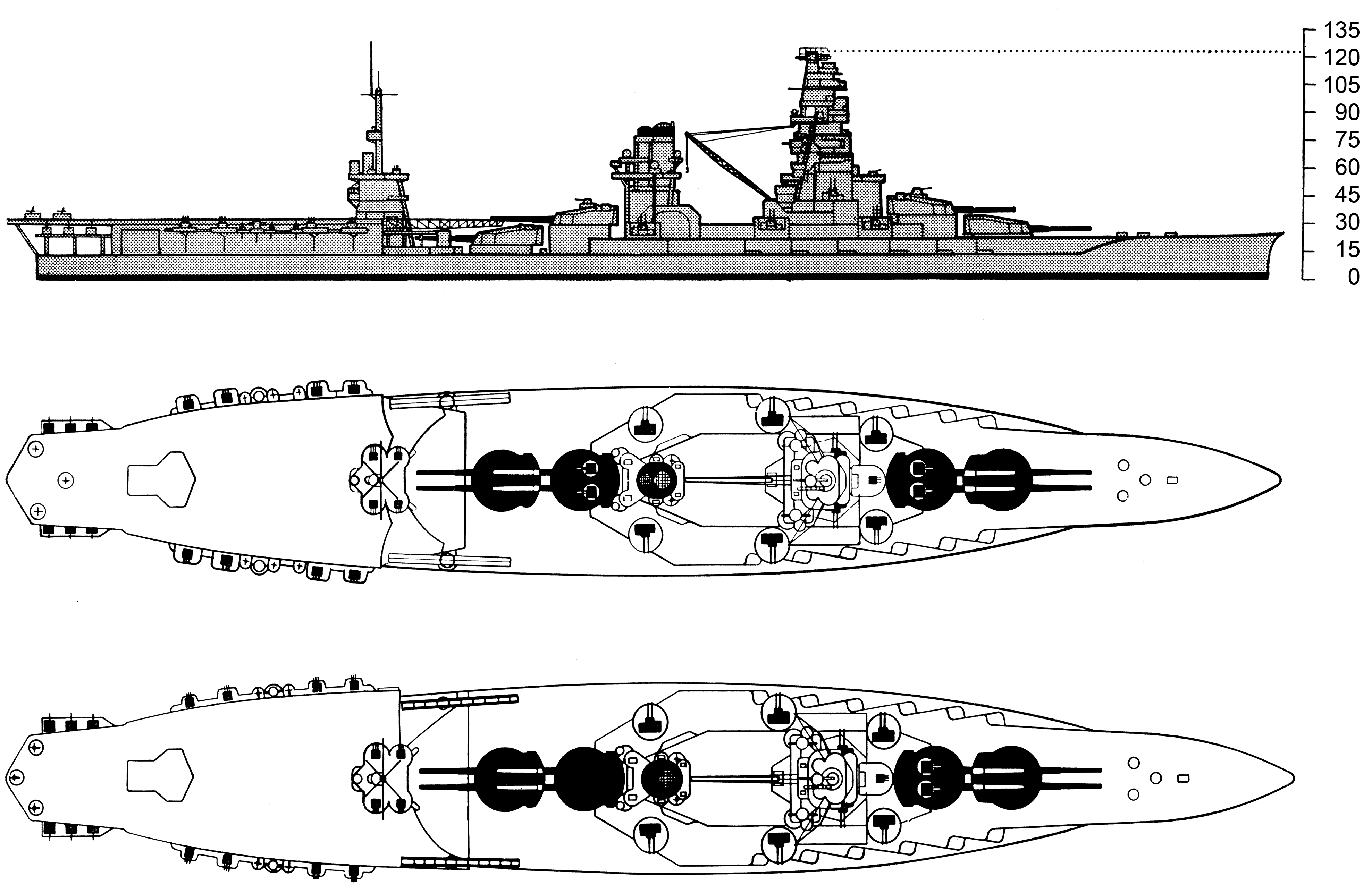
Линейный корабль «Хюга» после модернизации 1943 года (Схема)

После катастрофического для Японии сражения за Мидуэй, в японском флоте зреет план перестройки всех линкоров, кроме Ямато и Мусаси в авианосцы. В конечном счете, в военно-морском флоте решили, что только Хюга и Исэ будут перестроены в гибридные линкоры-авианосцы. С 1 мая по 1 октября 1943 года Хьюга был перестроен на военно-морской верфи в Сасебо. На Хюга и Исэ демонтировали две кормовые 356 мм башни, по 864 тонн каждая и удалили барбеты весом по 800 тонн. В корме была построена небольшая 60 метровая полетная палуба для запуска эскадрильи самолётов и ангар для хранения. Для подъёма самолётов из ангара на палубу был установлен лифт. Чтобы компенсировать потерю веса и сохранить метацентрическую высоту, полетная палуба была покрыта 203 мм бетонным покрытием.
Зенитное вооружение было также усилено, чтобы лучше защищаться от воздушного нападения. Авиакрыло обновленного корабля должны были составить 14 пикирующих бомбардировщиков Yokosuka D4Y и восемь гидросамолетов Aichi E16A Zuiun. Самолёты должны были стартовать с корабля при помощи катапульты, но приземляться либо на обычных авианосцах или на наземных базах. Они также могли быть подняты на борт кранами. По причине того, что производство самолётов было сильно сокращено, Хьюга никогда не нес полную авиагруппу.

### Завершение службы
В период с 24 по 28 июля 1945 г. самолёты американской палубной авиации с авианосцев «Эссекс», «Тикондерога», «Рэндольф», «Хэнкок», «Беннингтон», «Монтерей» и «Батан» совершили массированный налет на верфи в Куре. Во время бомбардировок «Хюга» получил от 10 до 17 бомбовых попаданий и большое количество близких разрывов. Сильно поврежденный корабль к 1 августа удалось перевести на мелководье и посадить на грунт. До окончания войны «Хюга» использовался в качестве зенитной батареи.

### Послевоенная судьба
20 ноября 1945 года линкор «Хюга» был исключен из списков ВМФ Японии. С 2 июля 1946 года по 4 июля 1947 года, он был поднят и разделан на металл в сухом доке на военной верфи в Куре.

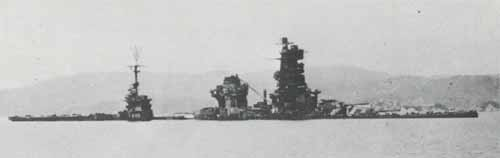
«Хюга» затопленный на мелководье